# Giải Oscar cho quay phim xuất sắc nhất
Giải Oscar cho quay phim xuất sắc nhất là một trong các giải Oscar mà Viện Hàn lâm Khoa học và Nghệ thuật Điện ảnh trao tặng hàng năm cho người quay phim của một phim được cho là xuất sắc nhất. Giải này được trao từ năm 1928.
Dưới đây là danh sách các người đoạt giải hàng năm và tên phim ở hàng đầu, tiếp theo là các người và tên phim được đề cử trong cùng năm đó.

## Thập niên 1920
- 1928 - Charles Rosher và Karl Struss, Sunrise
  - George Barnes - The Devil Dancer
  - George Barnes - The Magic Flame
  - George Barnes - Sadie Thompson
- 1929 - Clyde DeVinna, White Shadows in the South Seas
  - John F. Seitz - The Divine Lady
  - Ernest Palmer - 4 Devils
  - Arthur Edeson - In Old Arizona
  - George Barnes - Our Dancing Daughters
  - Ernest Palmer - Street Angel

## Thập niên 1930
- 1930 - Joseph T. Rucker và Willard Van Der Veer, With Byrd at the South Pole
- 1931 - Floyd Crosby, Tabu: A Story of the South Seas
- 1932 - Lee Garmes, Shanghai Express
- 1933 - Charles Bryant Lang. Jr, A Farewell to Arms
- 1934 - Victor Milner, Cleopatra
- 1935 - Hal Mohr, A Midsummer Night's Dream
- 1936 - Tony Gaudio, Anthony Adverse
- 1937 - Karl Freund, The Good Earth
- 1938 - Joseph Ruttenberg, The Great Waltz

Từ năm 1939, có 2 giải riêng cho phim trắng đen và phim màu:
- 1939
  - Gregg Toland, Wuthering Heights (trắng đen)
  - Ernest Haller và Ray Rennahan, Cuốn theo chiều gió (phim) (màu)

## Thập niên 1940
- 1940
  - George Barnes, Rebecca (trắng đen)
  - George Perinal, The Thief of Bagdad (màu)
- 1941
  - Arthur C. Miller, How Green Was My Valley (trắng đen)
  - Ernest Palmer và Ray Rennahan, Blood and Sand (màu)
- 1942
  - Joseph Ruttenberg, Mrs. Miniver (trắng đen)
  - Leon Shamroy, The Black Swan (màu)
- 1943
  - Arthur C. Miller, The Song of Bernadette (trắng đen)
  - Hal Mohr và W. Howard Greene, Phantom of the Opera (màu)
- 1944
  - Joseph LaShelle, Laura (trắng đen)
  - Leon Shamroy, Wilson (màu)
- 1945
  - Harry Stradling, The Picture of Dorian Gray (trắng đen)
  - Leon Shamroy, Leave Her to Heaven (màu)
- 1946
  - Arthur C. Miller, Anna and the King of Siam (trắng đen)
  - Charles Rosher, Leonard Smith và Arthur Arling, The Yearling (màu)
- 1947
  - Guy Green, Great Expectations (trắng đen)
  - Jack Cardiff, Black Narcissus (màu)
- 1948
  - William H. Daniels, The Naked City (trắng đen)
  - Joseph Valentine, William V. Skall và Winton Hoch, Joan of Arc (màu)
- 1949
  - Paul C. Vogel, Battleground (trắng đen)
  - Winton Hoch, She Wore a Yellow Ribbon (màu)

## Thập niên 1950
- 1950
  - Robert Krasker, The Third Man (trắng đen)
    - All About Eve (1950) - Milton R. Krasner
    - Asphalt Jungle, The (1950) - Harold Rosson
    - Furies, The (1950) - Victor Milner
    - Sunset Blvd. (1950) - John F. Seitz

  - Robert Surtees, King Solomon's Mines (màu)
    - Annie Get Your Gun (1950) - Charles Rosher
    - Broken Arrow (1950) - Ernest Palmer (I)
    - Flame and the Arrow, The (1950) - Ernest Haller
    - Samson and Delilah (1949) - George Barnes (I)
- 1951
  - William C. Mellor, A Place in the Sun (trắng đen)
  - Alfred Gilks và John Alton, An American in Paris (màu)
- 1952
  - Robert Surtees, The Bad and the Beautiful (trắng đen)
  - Winton Hoch và Archie Stout, The Quiet Man (màu)
- 1953
  - Burnett Guffey, From Here to Eternity (trắng đen)
  - Loyal Griggs, Shane (màu)
- 1954
  - Boris Kaufman, On the Waterfront (trắng đen)
  - Milton R. Krasner, Three Coins in the Fountain (màu)
- 1955
  - James Wong Howe, The Rose Tattoo (trắng đen)
  - Robert Burks, To Catch a Thief (màu)
- 1956
  - Joseph Ruttenberg, Somebody Up There Likes Me (trắng đen)
  - Lionel Lindon, Around the World in Eighty Days (màu)

Năm 1957, chỉ có một loại giải:
- 1957 - Jack Hildyard, The Bridge on the River Kwai

Từ năm 1958, lại chia thành 2 giải cho phim trắng đen và phim màu: 
- 1958
  - Sam Leavitt, The Defiant Ones (trắng đen)
  - Joseph Ruttenberg, Gigi (màu)
- 1959
  - William C. Mellor, The Diary of Anne Frank (trắng đen)
  - Robert Surtees, Ben-Hur (màu)

## Thập niên 1960
- 1960
  - Freddie Francis, Sons and Lovers (trắng đen)
  - Russell Metty, Spartacus (màu)
- 1961
  - Eugen Schüfftan, The Hustler (trắng đen)
  - Daniel L. Fapp, West Side Story (màu)
- 1962
  - Jean Bourgoin, Walter Wottitz, The Longest Day (trắng đen)
  - Freddie Young, Lawrence of Arabia (màu)
- 1963
  - James Wong Howe, Hud (trắng đen)
  - Leon Shamroy, Cleopatra (màu)
- 1964
  - Walter Lassally, Zorba the Greek  (trắng đen)
  - Harry Stradling, My Fair Lady (màu)
- 1965
  - Ernest Laszlo, Ship of Fools (trắng đn)
  - Freddie Young, Doctor Zhivago (màu)
- 1966
  - Haskell Wexler, Who's Afraid of Virginia Woolf? (trắng đen)
  - Ted Moore, A Man for All Seasons (màu)

Từ năm 1967, lại chỉ có một loại giải:
- 1967: Burnett Guffey – Bonnie & Clyde
  - Richard H. Kline – Camelot
  - Robert Surtees – Doctor Dolittle
  - Robert Surtees – The Graduate
  - Conrad L. Hall – In Cold Blood
- 1968: Pasqualino De Santis – Romeo and Juliet
  - Harry Stradling – Funny Girl
  - Daniel L. Fapp – Ice Station Zebra
  - Oswald Morris – Oliver!
  - Ernest Laszlo – Star!
- 1969: Conrad L. Hall – Butch Cassidy and the Sundance Kid
  - Arthur Ibbetson – Anne of the Thousand Days
  - Charles Lang – Bob & Carol & Ted & Alice
  - Harry Stradling – Hello, Dolly! (posthumous nomination)
  - Daniel Fapp – Marooned

## Thập niên 1970
- 1970: Freddie Young – Ryan's Daughter
  - Fred J. Koenekamp – Patton
  - Ernest Laszlo – Airport
  - Osami Furuya, Sinsaku Himeda, Masamichi Satoh và Charles F. Wheeler – Tora! Tora! Tora!
  - Billy Williams – Women in Love
- 1971: Oswald Morris – Fiddler on the Roof
  - Owen Roizman – The French Connection
  - Robert Surtees – The Last Picture Show
  - Freddie Young – Nicholas and Alexandra
  - Robert Surtees – Summer of '42
- 1972: Geoffrey Unsworth – Cabaret
  - Harry Stradling, Jr. – 1776
  - Charles B. Lang – Butterflies Are Free
  - Harold E. Stine – The Poseidon Adventure
  - Douglas Slocombe – Travels With My Aunt
- 1973: Sven Nykvist – Cries and Whispers (Viskningar och rop)
  - Owen Roizman – The Exorcist
  - Jack Couffer – Jonathan Livingston Seagull
  - Robert Surtees – The Sting
  - Harry Stradling, Jr. – The Way We Were
- 1974: Fred J. Koenekamp và Joseph Biroc – The Towering Inferno
  - John A. Alonzo – Chinatown
  - Philip Lathrop – Earthquake
  - Bruce Surtees – Lenny
  - Geoffrey Unsworth – Murder on the Orient Express
- 1975: John Alcott – Barry Lyndon
  - Conrad Hall – The Day of the Locust
  - James Wong Howe – Funny Lady
  - Robert Surtees – The Hindenburg
  - Haskell Wexler và Bill Butler – One Flew Over the Cuckoo's Nest
- 1976: Haskell Wexler – Bound for Glory
  - Richard H. Kline – King Kong
  - Ernest Laszlo – Logan's Run
  - Owen Roizman – Network
  - Robert Surtees – A Star Is Born
- 1977: Vilmos Zsigmond – Close Encounters of the Third Kind
  - Fred J. Koenekamp – Islands in the Stream
  - Douglas Slocombe – Julia
  - William A. Fraker – Looking for Mr. Goodbar
  - Robert Surtees – The Turning Point
- 1978: Nestor Almendros – Days of Heaven
  - Vilmos Zsigmond – The Deer Hunter
  - William A. Fraker – Heaven Can Wait
  - Robert Surtees – Same Time, Next Year
  - Oswald Morris – The Wiz
- 1979: Vittorio Storaro – Apocalypse Now
  - William A. Fraker – 1941
  - Giuseppe Rotunno – All That Jazz
  - Frank Phillips – The Black Hole
  - Nestor Almendros – Kramer vs. Kramer

## Thập niên 1980
- 1980: Geoffrey Unsworth (truy tặng) và Ghislain Cloquet – Tess
  - Nestor Almendros – The Blue Lagoon
  - Ralf D. Bode – Coal Miner's Daughter
  - James Crabe – The Formula
  - Michael Chapman – Raging Bull
- 1981: Vittorio Storaro – Reds
  - Alex Thomson – Excalibur
  - Billy Williams – On Golden Pond
  - Miroslav Ondricek – Ragtime
  - Douglas Slocombe – Raiders of the Lost Ark
- 1982: Billy Williams và Ronnie Taylor – Gandhi
  - Jost Vacano – The Boat (Das Boot)
  - Allen Daviau – E.T. the Extra-Terrestrial
  - Nestor Almendros – Sophie's Choice
  - Owen Roizman – Tootsie
- 1983: Sven Nykvist – Fanny and Alexander (Fanny och Alexander)
  - Don Peterman – Flashdance
  - Caleb Deschanel – The Right Stuff
  - William A. Fraker – WarGames
  - Gordon Willis – Zelig
- 1984: Chris Menges – The Killing Fields
  - Miroslav Ondricek – Amadeus
  - Caleb Deschanel – The Natural
  - Ernest Day – A Passage to India
  - Vilmos Zsigmond – The River
- 1985: David Watkin – Out of Africa
  - Allen Daviau – The Color Purple
  - William A. Fraker – Murphy's Romance
  - Takao Saito, Masaharu Ueda và Asakazu Nakai – Ran
  - John Seale – Witness
- 1986: Chris Menges – The Mission
  - Jordan Cronenweth – Peggy Sue Got Married
  - Robert Richardson – Platoon
  - Tony Pierce-Roberts – A Room with a View
  - Don Peterman – Star Trek IV: The Voyage Home
- 1987: Vittorio Storaro – The Last Emperor
  - Michael Ballhaus – Broadcast News
  - Allen Daviau – Empire of the Sun
  - Philippe Rousselot – Hope and Glory
  - Haskell Wexler – Matewan
- 1988: Peter Biziou – Mississippi Burning
  - John Seale – Rain Man
  - Conrad L. Hall – Tequila Sunrise
  - Sven Nykvist – The Unbearable Lightness of Being
  - Dean Cundey – Who Framed Roger Rabbit
- 1989: Freddie Francis – Glory
  - Mikael Salomon – The Abyss
  - Haskell Wexler – Blaze
  - Robert Richardson – Born on the Fourth of July
  - Michael Ballhaus – The Fabulous Baker Boys

## Thập niên 1990
- 1990: Dean Semler – Dances with Wolves
  - Allen Daviau – Avalon
  - Vittorio Storaro – Dick Tracy
  - Gordon Willis – The Godfather Part III
  - Philippe Rousselot – Henry & June
- 1991: Robert Richardson – JFK
  - Allen Daviau – Bugsy
  - Stephen Goldblatt – The Prince of Tides
  - Adam Greenberg – Terminator 2: Judgment Day
  - Adrian Biddle – Thelma & Louise
- 1992: Philippe Rousselot – A River Runs Through It
  - Stephen H. Burum – Hoffa
  - Tony Pierce-Roberts – Howards End
  - Robert Fraisse – The Lover
  - Jack N. Green – Unforgiven
- 1993: Janusz Kaminski – Schindler's List
  - Gu Changwei – Farewell My Concubine (Ba wang bie ji)
  - Michael Chapman – The Fugitive
  - Stuart Dryburgh – The Piano
  - Conrad L. Hall – Searching for Bobby Fischer
- 1994: John Toll – Legends of the Fall
  - Don Burgess – Forrest Gump
  - Roger Deakins – The Shawshank Redemption
  - Piotr Sobocinski – Three Colors: Red (Trois couleurs: Rouge)
  - Owen Roizman – Wyatt Earp
- 1995: John Toll – Braveheart
  - Michael Coulter – Sense and Sensibility
  - Stephen Goldblatt – Batman Forever
  - Emmanuel Lubezki – A Little Princess
  - Lü Yue – Shanghai Triad
- 1996: John Seale – The English Patient
  - Darius Khondji – Evita
  - Roger Deakins – Fargo
  - Caleb Deschanel – Fly Away Home
  - Chris Menges – Michael Collins
- 1997: Russell Carpenter – Titanic
  - Janusz Kaminski – Amistad
  - Roger Deakins – Kundun
  - Dante Spinotti – L.A. Confidential
  - Eduardo Serra – The Wings of the Dove
- 1998: Janusz Kaminski – Saving Private Ryan
  - Conrad L. Hall – A Civil Action
  - Remi Adefarasin – Elizabeth
  - Richard Greatrex – Shakespeare in Love
  - John Toll – The Thin Red Line
- 1999: Conrad L. Hall – American Beauty
  - Roger Pratt – The End of the Affair
  - Dante Spinotti – The Insider
  - Emmanuel Lubezki – Sleepy Hollow
  - Robert Richardson – Snow Falling on Cedars

## Thập niên 2000
- 2000: Peter Pau – Crouching Tiger, Hidden Dragon (Wo hu cang long)
  - John Mathieson – Gladiator
  - Lajos Koltai – Malèna
  - Roger Deakins – O Brother, Where Art Thou?
  - Caleb Deschanel – The Patriot
- 2001: Andrew Lesnie – The Lord of the Rings: The Fellowship of the Ring
  - Bruno Delbonnel – Amélie (Le fabuleux destin d'Amélie Poulain)
  - Slawomir Idziak – Black Hawk Down
  - Roger Deakins – The Man Who Wasn't There
  - Donald M. McAlpine – Moulin Rouge!
- 2002: Conrad L. Hall – Road to Perdition (posthumous award)
  - Dion Beebe – Chicago
  - Edward Lachman – Far from Heaven
  - Michael Ballhaus – Gangs of New York
  - Paweł Edelman – The Pianist
- 2003: Russell Boyd – Master and Commander: The Far Side of the World
  - César Charlone – City of God (Cidade de Deus)
  - John Seale – Cold Mountain
  - Eduardo Serra – Girl with a Pearl Earring
  - John Schwartzman – Seabiscuit
- 2004: Robert Richardson – The Aviator
  - John Mathieson – The Phantom of the Opera
  - Zhao Xiaoding – House of Flying Daggers (Shi mian mai fu)
  - Caleb Deschanel – The Passion of the Christ
  - Bruno Delbonnel – A Very Long Engagement (Un long dimanche de fiançailles)
- 2005: Dion Beebe – Memoirs of a Geisha
  - Wally Pfister – Batman Begins
  - Rodrigo Prieto – Brokeback Mountain
  - Robert Elswit – Good Night, and Good Luck.
  - Emmanuel Lubezki – The New World
- 2006: Guillermo Navarro – Pan's Labyrinth (El laberinto del fauno)
  - Vilmos Zsigmond – The Black Dahlia
  - Emmanuel Lubezki – Children of Men
  - Dick Pope – The Illusionist
  - Wally Pfister – The Prestige
- 2007: Robert Elswit – There Will Be Blood
  - Roger Deakins – The Assassination of Jesse James by the Coward Robert Ford
  - Seamus McGarvey – Atonement
  - Janusz Kamiński – The Diving Bell and the Butterfly (Le scaphandre et le papillon)
  - Roger Deakins – No Country for Old Men
- 2008: Anthony Dod Mantle – Slumdog Millionaire
  - Tom Stern – Changeling
  - Claudio Miranda – The Curious Case of Benjamin Button
  - Wally Pfister – The Dark Knight
  - Roger Deakins và Chris Menges – The Reader